# Most (film 2022)
Most (ang. Causeway) – amerykański dramat filmowy z 2022 roku w reżyserii Lily Neugebauer. W głównych rolach wystąpili Jennifer Lawrence i Brian Tyree Henry. Film miał premierę 10 września 2022 roku na MFF w Toronto, a 4 listopada tego samego roku ukazał się na platformie Apple TV+.

## Fabuła
Weteranka Lynsey po traumatycznym wypadku powraca do Nowego Orleanu, gdzie próbuje wdrożyć się z powrotem w swoją dawną codzienność. Po jakimś czasie poznaje Jamesa, który jest miejscowym mechanikiem i nawiązuje z nim nietypową relację.

## Obsada
- Jennifer Lawrence jako Lynsey
- Brian Tyree Henry jako James
- Linda Emond jako Gloria
- Jayne Houdyshell jako Sharon
- Stephen McKinley Henderson jako dr Lucas
- Russell Harvard jako Justin
- Sean Carvajal jako Santiago
- Frederick Weller jako Rick[1]

## Produkcja
Zdjęcia do filmu nakręcono w Nowym Orleanie w stanie Luizjana w Stanach Zjednoczonych.

## Odbiór

### Reakcja krytyków
Film spotkał się z dobrą reakcją krytyków. W agregatorze recenzji Rotten Tomatoes 84% z 161 recenzji uznano za pozytywne. Z kolei w agregatorze Metacritic średnia ważona ocen z 39 recenzji wyniosła 66 punktów na 100.

## Nagrody i nominacje
| Nagroda                                     | Kategoria | Wynik     |
| ------------------------------------------- | --- | --------- |
| Oscary                                      | Najlepszy aktor drugoplanowy (Brian Tyree Henry)                                                                   | nominacja |
| Critics 'Choice Awards                      | Najlepszy aktor drugoplanowy (Brian Tyree Henry)                                                                   | nominacja |
| Independent Spirit Awards                   | Najlepszy występ drugoplanowy (Brian Tyree Henry)                                                                  | nominacja |
| Czarna Szpula                               | Najlepszy aktor drugoplanowy (Brian Tyree Henry)                                                                   | wygrana   |
| Gotham Independent Film Awards              | Najlepszy występ drugoplanowy (Brian Tyree Henry)                                                                  | nominacja |
| Internetowe Towarzystwo Krytyków Filmowych  | Najlepszy aktor drugoplanowy (Brian Tyree Henry)                                                                   | nominacja |
| MFF w Toronto                               | Nagroda Festiwalowa w sekcji ‘Prezentacje Specjalne’ (‘Special Presentations’) – Udział w sekcji (Lila Neugebauer) | nominacja |
| RomeFilmFest                                | Konkurs ‘Progressive Cinema’ – Udział w konkursie (Lila Neugebauer)                                                | nominacja |
| Stowarzyszenie Krytyków Filmowych z Chicago | Najlepszy aktor drugoplanowy (Brian Tyree Henry)                                                                   | nominacja |